# کلبی کلر
کلبی کلر (انگلیسی: Colby Keller) با نام اصلی ریچارد جان ساوکا دوم (انگلیسی: Richard John Sawka II) زادهٔ ۱۸ اکتبر ۱۹۸۰، هنرمند تجسمی، وبلاگ‌نویس و بازیگر فیلم‌های پورنوگرافی گی آمریکایی است.

## سیاست
کلر یک کمونیست است و دلیل کمونیست بودنش را تربیت سختگیرانه مسیحی فرقه کلیسای جماعت ربانی می‌داند.
او در انتخابات ریاست‌جمهوری ایالات متحده آمریکا در سال ۲۰۱۶ به دونالد ترامپ رای داد و گفت:
من به ترامپ رای می‌دهم، من فکر می‌کنم او یک نیروی بی‌ثبات کننده است. من به او شک دارم و دقیقاً نمی‌دانم چه کسی او را حمایت می‌کند. اما با توجه به اینکه مخالفت ابدی در حزب جمهوریخواه وجود دارد، منجر به اعتقاد من می‌شود که آنچه او نمایندگی می‌کند ممکن است یک نیروی بی‌ثبات کننده باشد و او به روسیه و چین فراخوان‌هایی داده‌است؛ که به نوعی می‌تواند به عنوان یک چیز دلگرم کننده در نظر گرفته شود. من از هیچ‌کدام از سیاست‌های ترامپ حمایت نمی‌کنم و نمی‌توانم آن را تأیید کنم. من فقط فکر می‌کنم که این مسئله را تشدید می‌کند، که بهترین چیزی است که می‌توان به آن امید داشت.